# Die große Pause
Die große Pause ist ein deutscher Stummfilm aus dem Jahre 1927. Unter der Regie von Carl Froelich spielt Henny Porten die Hauptrolle.

## Handlung
Gabriele Amberg ist eine Geigerin mittleren Alters und lernt den deutlich jüngeren Grafen Ottokar Torgstädt kennen. Er ist fasziniert von ihrer Fraulichkeit und Kunst, sie von seiner Jugend. Darüber hinaus fühlt sie sich geschmeichelt, von dem schmucken Adeligen begehrt zu werden. So heiraten beide im Ausland, ohne dass Ottokars standesbewusste Familie daheim davon etwas mitbekommt. Graf Ottokar möchte Graf und Gräfin Torgstädt nicht gleich vor vollendete Tatsachen stellen und präsentiert ihnen Gabriele im heimatlichen Umfeld zunächst als seine Verlobte, seine Braut. Um glaubwürdig zu wirken, muss das Paar sich aber aus diesem Grunde erst einmal wieder scheiden lassen.
Diese „große Pause“ in der Ehe führt bei Gabriele zum Umdenken. Sie konstatiert, dass sie und ihr Ottokar gar nicht so recht zueinander passen, vom Standesunterschied, der allerlei Probleme aufwirft, ganz zu schweigen. Da Ottokars Cousine Komtess Ina Wildborn ihren Ex-Gatten überdies hemmungslos anschmachtet, und auch Gabriele findet, dass die beiden, nicht nur generationstechnisch, perfekt zueinander passen, betätigt sie sich als Postillon d’amour und führt beide zusammen. Doch auch die lebenskluge Violinistin bleibt nicht lange allein, sondern findet ein neues Eheglück mit ihrem Rechtsanwalt Boretius.

## Produktionsnotizen
Die große Pause entstand im Mai und Juni 1927 im UFA-Atelier in Berlin-Tempelhof, passierte die Filmzensur am 29. Juli 1927 und wurde am 9. November 1927 uraufgeführt. Der Film besaß sechs Akte, verteilt auf eine Länge von 2372 Meter. Ein Jugendverbot wurde ausgesprochen.
Die Filmbauten stammen von Franz Schroedter, die Kostüme von Johanna Marbach. Porten-Gatte Wilhelm von Kaufmann oblag auch die Produktionsleitung.

## Kritik
Paimann’s Filmlisten resümierte: „Der das Grundmotiv des Sujets bildende Altersunterschied der beiden Eheleute ist durch die Wahl eines jungen Partner für Henny Porten in dem Maße in den Vordergrund getreten, daß darunter beinahe die Harmonie des Films, der im übrigen über eine harmlos-ansprechende, an netten Passagen reiche und kontinuierlich inszenierte Handlung verfügt, leidet. Henny Porten ist wieder ausgezeichnet im Sinne ihrer Gemeinde, Aufmachung und Photographie sauber.“

## Einzelnachweis
1. ↑  Die große Pause in Paimann’s Filmlisten (Memento des Originals vom 11. Januar 2018 im Internet Archive)  Info: Der Archivlink wurde automatisch eingesetzt und noch nicht geprüft. Bitte prüfe Original- und Archivlink gemäß Anleitung und entferne dann diesen Hinweis.